# Marion Verbruggen
Marion Verbruggen (* 1950 in Amsterdam) ist eine niederländische Blockflötistin.

## Leben
Schon als Kind erlernte Marion Verbruggen ihr Instrument. Sie studierte am Konservatorium von Amsterdam und am Königlichen Konservatorium in Den Haag, dort bei Frans Bruggen. Sie gewann den internationalen Blockflötenwettbewerb in Brügge, 1973 den Nicolai-Preis für die Interpretation zeitgenössischer niederländischer Musik. sowie 1979 den Erwin-Bodky-Wettbewerb für Alte Musik.
Sogar die Suiten für Violoncello von Johann Sebastian Bach transkribierte sie für die Blockflöte. Sie konzertierte in ganz Europa, in Nordamerika, Asien und Australien und ist für ihre lebendigen und fesselnden Interpretationen berühmt. Ihre Ensemblepartner waren unter anderem Gustav Leonhardt, Ton Koopman, Bob van Asperen, Jacques Ogg, Wieland Kuijken und Lucy van Dael. Auch mit den Gruppen Akademie für Alte Musik Berlin, Musica Antiqua Köln und dem Orchestra of the Age of Enlightenment trat sie auf.
Marion Verbruggen ist Lehrerin am Konservatorium Utrecht und gibt weltweit Meisterkurse.
| Personendaten    | Personendaten                  |
| ---------------- | ------------------------------ |
| NAME             | Verbruggen, Marion             |
| KURZBESCHREIBUNG | niederländische Blockflötistin |
| GEBURTSDATUM     | 1950                           |
| GEBURTSORT       | Amsterdam                      |